# United States House Committee on Ethics
Das United States House Committee on Ethics (umgangssprachlich: Ethics Committee) ist ein ständiger Ausschuss des Repräsentantenhauses der Vereinigten Staaten. Derzeitiger Vorsitzender ist Michael Patrick Guest (R-MS). Oppositionsführerin (Ranking Member) ist Susan Ellis Wild (D-PA). Der Ausschuss ist besonders, da er immer aus zehn Abgeordneten, fünf aus jeder Partei, besteht. Den Vorsitz hat dabei immer die Mehrheitspartei.

## Aufgabenbereich
Der Ausschuss für Ethik hat drei Hauptaufgaben. Die Erste ist, Beratung und Bildung. Es soll Fragen beantworten und Ethikschulungen für Hausmitglieder, leitende Angestellte und Mitarbeiter anbieten. Die beratende Funktion des Ausschusses wird vertraulich wahrgenommen. Die Ausschussregeln verhindern, dass Beratungen und Aufklärungen in Untersuchungen umgewandelt werden. Die zweite Aufgabe sind Untersuchungen. Der Ausschuss ist damit beauftragt, mutmaßliche Verstöße gegen die Hausordnung oder damit zusammenhängende Gesetze durch Hausmitglieder, Amtsträger oder Mitarbeiter zu untersuchen und zu beurteilen. Die Dritte ist die Überprüfung der von Mitgliedern, Kandidaten, leitenden Angestellten und Mitarbeitern eingereichten Erklärungen zu den eigenen Finanzen.

## Geschichte
Der Ausschuss wurde 1967 gegründet. Bis dahin wurden, seit 1789, alle Verstöße in einem Ad-hoc einberufenen Komitee untersucht und beurteilt. Im 89. Kongress (1965–1966) wurde erstmals ein Select Committee bestehend aus zwölf Mitgliedern aufgestellt. Auf dessen Empfehlung hin wurde im folgenden 90. Kongress das Committee on Standards of Official Conduct als permanenter, überparteilicher, Ausschuss eingerichtet. Im 112. Kongress wurde dem Gremium sein heutiger Name Committee on Ethics gegeben.

## Mitglieder im 118. Kongress

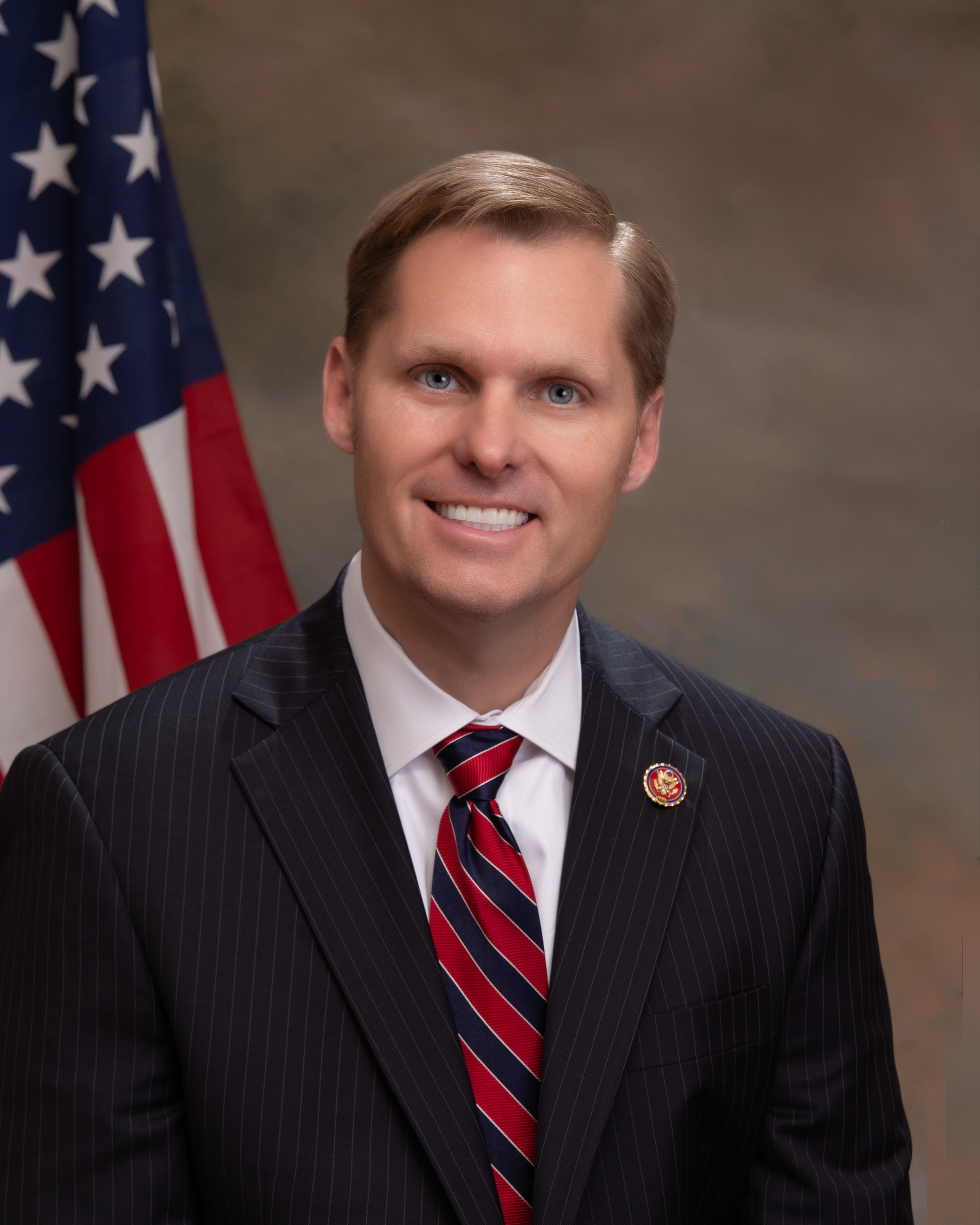
Michael Patrick Guest, derzeitiger Vorsitzender des Ausschusses für Ethik.

Im 118. Kongress besteht der Ausschuss aus 5 Republikanern und 5 Demokraten. Es gibt keine Unterausschüsse (Subcommittees).
| Republikaner | Demokraten |
| --- | --- |
| - Michael Patrick Guest, Chair - David Patrick Joyce - John Rutherford - Andrew Reed Garbarino - Michelle Louise Helene Fischbach | - Susan Ellis Wild, Ranking Member - Veronica Escobar - Mark James DeSaulnier - Deborah Koff Ross - Glenn Frederick Ivey |

## Mitglieder im 117. Kongress

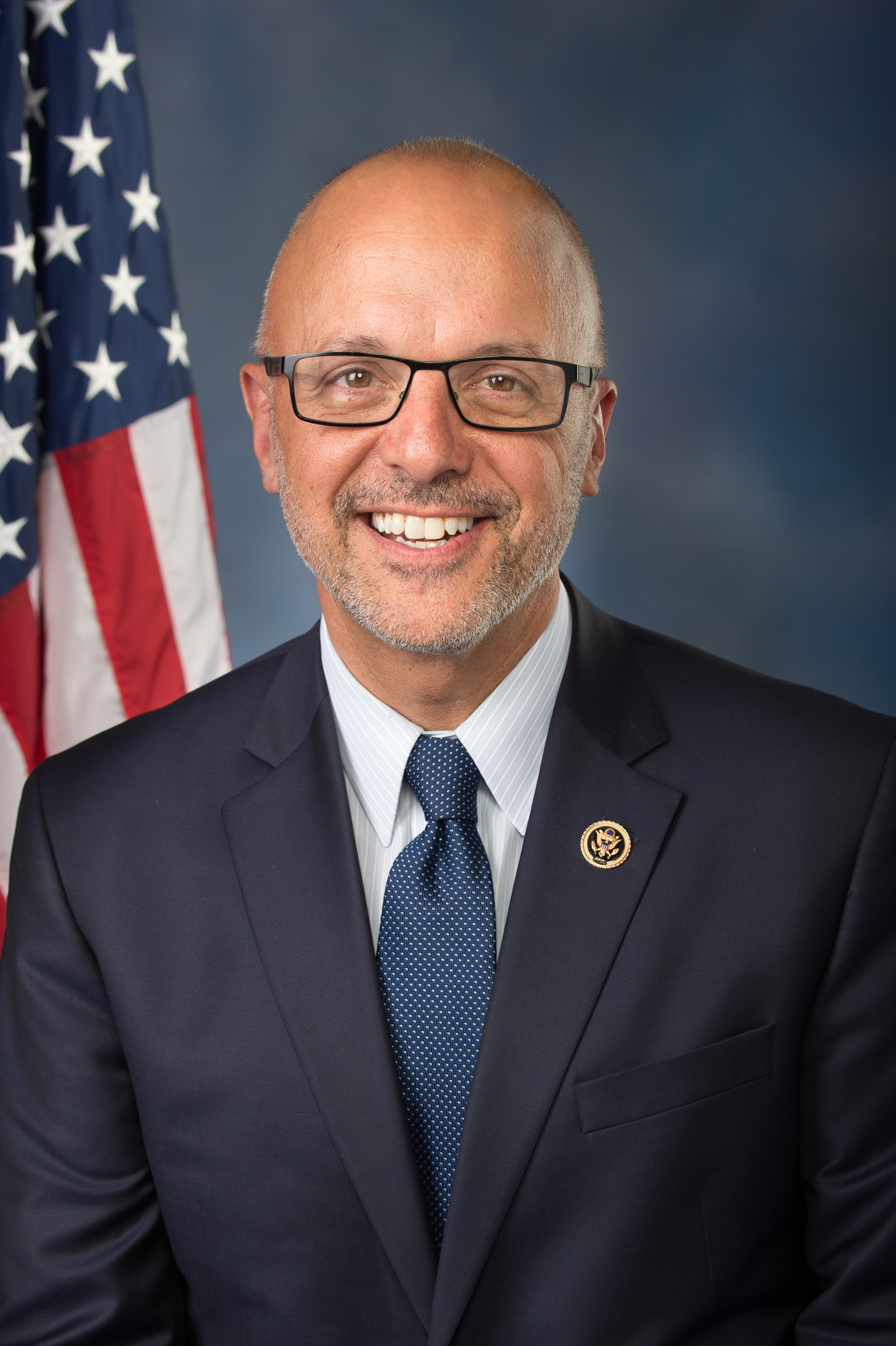
Ted Deutch, Vorsitzender des Ausschusses für Ethik bis September 2022

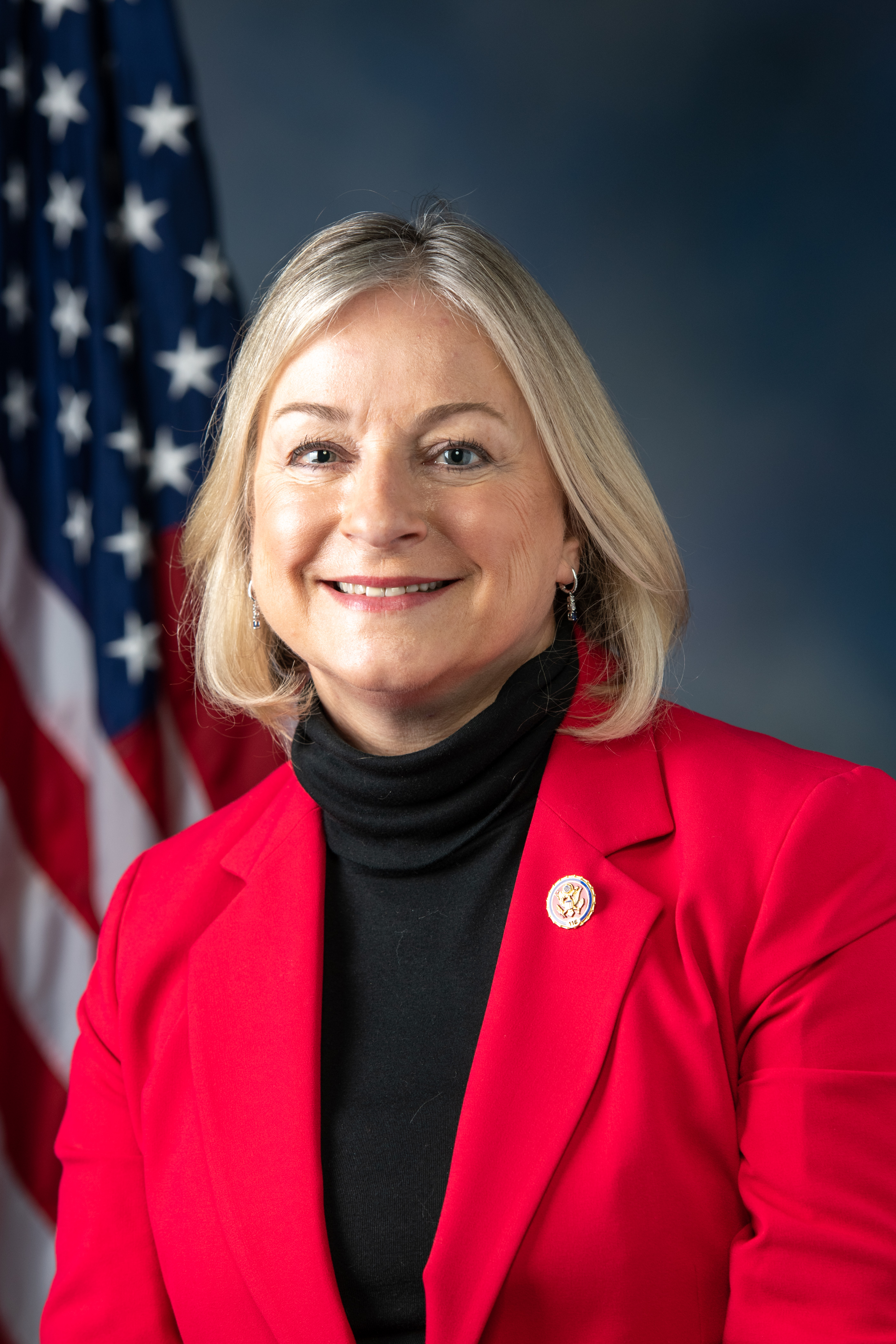
Susan Wild, Vorsitzende des Ausschusses für Ethik (zwischen September 2022 und Januar 2023)

Im 117. Kongress bestand der Ausschuss aus 5 Demokraten und 5 Republikanern, deren erster Sitz durch den Tod Walorskis vakant war. Es gibt kein Unterausschüsse (Subcommittees).
| Demokraten | Republikaner |
| --- | --- |
| - Theodore Eliot Deutch, Chair - Susan Ellis Wild, Chair - Dean Benson Phillips - Veronica Escobar - Mondaire L. Jones | - Jacqueline R. Walorski, Ranking Member - Michael Patrick Guest, Ranking Member - David Patrick Joyce - John Rutherford - Kelly Michael Armstrong |